# کن کرتیس
کن کورتیز (انگلیسی: Ken Curtis؛ ۲ ژوئیهٔ ۱۹۱۶ – ۲۸ آوریل ۱۹۹۱) یک خواننده، و هنرپیشه اهل ایالات متحده آمریکا بود. وی بین سال‌های ۱۹۴۱ تا ۱۹۹۱ میلادی فعالیت می‌کرد.

## گزیده فیلمشناسی
از فیلم‌ها یا برنامه‌های تلویزیونی که وی در آن نقش داشته‌است می‌توان به آثار زیر اشاره کرد.
- مسیر سانتافه (فیلم) (۱۹۴۰)
- ریو گرانده (فیلم) (۱۹۵۰)
- مرد آرام (۱۹۵۲)
- خط دراز طوسی (۱۹۵۵)
- آقای رابرتس (فیلم ۱۹۵۵) (۱۹۵۵)
- جویندگان (۱۹۵۶)
- نشان عقاب (۱۹۵۷)
- تلاش واپسین (۱۹۵۸)
- سواره‌نظام (۱۹۵۹)
- آلامو (۱۹۶۰)
- دو نفر با هم تاختند (۱۹۶۱)
- چگونه غرب تسخیر شد (۱۹۶۲)
- پاییز قبیله شاین (۱۹۶۴)
- رابین هود (فیلم ۱۹۷۳) (۱۹۷۳)
- دود اسلحه
- گرگ آسمان (۱۹۸۶)

## مرگ
کرتیس در ۲۸ آوریل ۱۹۹۱ در خواب بر اثر حمله قلبی در فرزنو، کالیفرنیا درگذشت. جسد او سوزانده شد و خاکسترش در مناطق هموار کلرادو پراکنده شد.